# Bush Tower
Bush Tower, también llamada Bush Terminal International Exhibit Building y anteriormente como Bush Terminal Sales Building, es un edificio histórico de 30 pisos y 132 m rascacielos ubicado en Midtown Manhattan, Nueva York, al este de Times Square. El edificio ocupa una parcela en 130-132 West 42nd Street entre Broadway y Sixth Avenue. Fue construido entre 1916 y 1918 para Bush Terminal Company de Irving T. Bush, que operaba Bush Terminal en el vecindario Sunset Park de Brooklyn, Nueva York.
Bush Tower fue originalmente pensado como un espacio de exhibición comercial y un espacio social. Su notable diseño combinaba estrechez, altura y arquitectura neogótica. Además, jugó un papel importante en la evolución de Times Square y de los rascacielos de Nueva York después de la Ley de Zonificación de 1916.

## Concepto
Bajo Irving T. Bush (que no tiene ninguna relación con la familia política Bush), Bush Terminal Co. creó Bush Tower para unir a compradores, fabricantes y diseñadores. Como tal, la empresa promovió un "vasto mercado centralizado bajo un mismo techo donde se pueden examinar líneas completas de productos sin pérdida de tiempo".
La Bush Terminal Company intentó una fusión similar de exhibiciones comerciales y espacio social en Bush House en Londres, construida en tres fases durante la década de 1920, pero ese concepto no se llevó a cabo por completo.

## Arquitectura

### Sitio
El sitio de construcción medía solo 15,2 m ancho y 27,4 m largo, pero la estructura se elevó hasta 132 m. Los arquitectos comentaron que querían hacer del edificio "un modelo para el edificio alto y estrecho en el centro de una manzana".
La firma neoyorquina de Helmle and Corbett (también diseñadores de Bush House en Londres y el George Washington Masonic National Memorial (1922-1932) en Alexandria, Virginia) —y específicamente, el arquitecto Harvey Wiley Corbett— le dio a Bush Tower una apariencia neogótica, de alguna manera similar en estilo al emblemático Woolworth Building Nueva York, un rascacielos que se había completado solo tres años antes.
El ancho de 27,4 m de la estructura y su función como edificio de oficinas, descartaron la necesidad de una ventana de rascacielos convencional. Las ventanas se concentran en las fachadas norte (calle 42) y sur. Con excepción de un patio de luces empotrado en la fachada este, las paredes este y oeste se dejaron en gran parte en blanco. En cambio, el ladrillo en trampantojo crea "nervaduras" verticales con un patrón de "sombra" falsa para mejorar la verticalidad. Ventanas de arco apuntado iluminaban el piso superior de doble altura (el edificio se describe de diversas maneras como pisos 29 o 30). Incluso la torre de agua estaba escondida detrás de un techo abuhardillado en parte superior.

### Uso
Los tres pisos más bajos de la torre se diseñaron para la comodidad y conveniencia de los compradores que visitan Nueva York. Estos pisos se inspiraron en un gran club privado metropolitano tradicional y albergaban el recientemente creado International Buyers Club, que contenía "ese elemento misterioso llamado 'atmósfera' y 'posición social'", sin embargo, representantes de cualquier empresa "respetable" podían unirse gratis. Según la compañía, estos pisos también fueron diseñados para ser "acogedores para las mujeres miembros".
El club ofrecía salas de conferencias, varios salones (incluidas "salas de retiro" para damas y caballeros), oficinas, servicio de buffet y una gran sala de lectura en el segundo piso con bibliotecarios capacitados. El auditorio del tercer piso podría albergar conferencias, conciertos, la visualización de películas promocionales de los propios fabricantes o incluso "desfiles de moda" para "exhibir vestidos".
Estos pisos más bajos presentaban amplios paneles de roble, alfombras orientales y muebles antiguos; según la publicidad de la empresa, este estilo "inglés antiguo" le daba a uno "la sensación de haber entrado en una taberna centenaria".
Los 27 pisos superiores tenían exhibiciones de productos de fabricantes, un concepto explicado como "la idea del museo aplicada al comercio" por un escritor del Boletín del Museo Metropolitano de Arte.

### Estilo
La Bush Tower influyó en el diseño posterior de rascacielos. El arquitecto Raymond Hood atribuyó a los arquitectos de esta estructura una influencia en su emblemático American Radiator Building de 1924. Fue el objeto de reseñas en las revistas Literary Digest y Vanity Fair, y de críticos como Lewis Mumford en Architecture, y el edificio más alto en Midtown Manhattan cuando se completó, La Bush Tower también contribuyó al desplazamiento del distrito de negocios desde el Downtown Manhattan hacia Midtown.

## Historia posterior
El Buyers 'Club en los pisos inferiores fue reemplazado rápidamente por un banco a principios de la década de 1920, luego por el Old London Restaurant en 1931. Después de que Metropolitan Life Insurance Company embargó la torre en 1938 los pisos superiores se convirtieron para uso regular de oficinas. Los nuevos inquilinos incluían una asociación de fabricantes de vestidos, que se trasladaron al décimo piso en 1939; seis inquilinos comerciales y de oficinas en 1941; Herman's Stores, una tienda de artículos deportivos que se trasladó a la planta baja a principios de 1943; y la Cruz Roja Americana y otros dos inquilinos a fines de 1943. La torre fue comprada y subastada por el inversor inmobiliario Jacob Freidus en 1945. Posteriormente fue comprada por un sindicato codirigido por el promotor inmobiliario Joseph Durst en 1951.
A principios de la década de 1980, el vecindario de Times Square y la propia Bush Tower se habían deteriorado hasta el punto en que los propietarios consideraron demoler el edificio. Pero en cambio fue renovado, con sistemas de calefacción y eléctricos reemplazados en todas partes. El rascacielos fue adquirido en la década de 1980 por sus actuales propietarios, por la familia libanesa Dalloul.
En 2002, los propietarios dieron a conocer sus planes para un nuevo edificio inmediatamente al oeste de Bush Tower. En un diseño de la firma Gruzen Samton, una torre de vidrio de 23 pisos estaría separada por una torre de vidrio de 15,2 m de espacio, requerido por los códigos de terremotos, pero conectado en cada piso para duplicar el espacio del edificio original. En octubre de 2006, el desarrollador Istithmar World, con sede en Dubái, compró las propiedades en 136-140 West 42nd St., entre Bush Tower y 6 Times Square, propiedad de Istithmar (anteriormente Knickerbocker Hotel).

## Galería

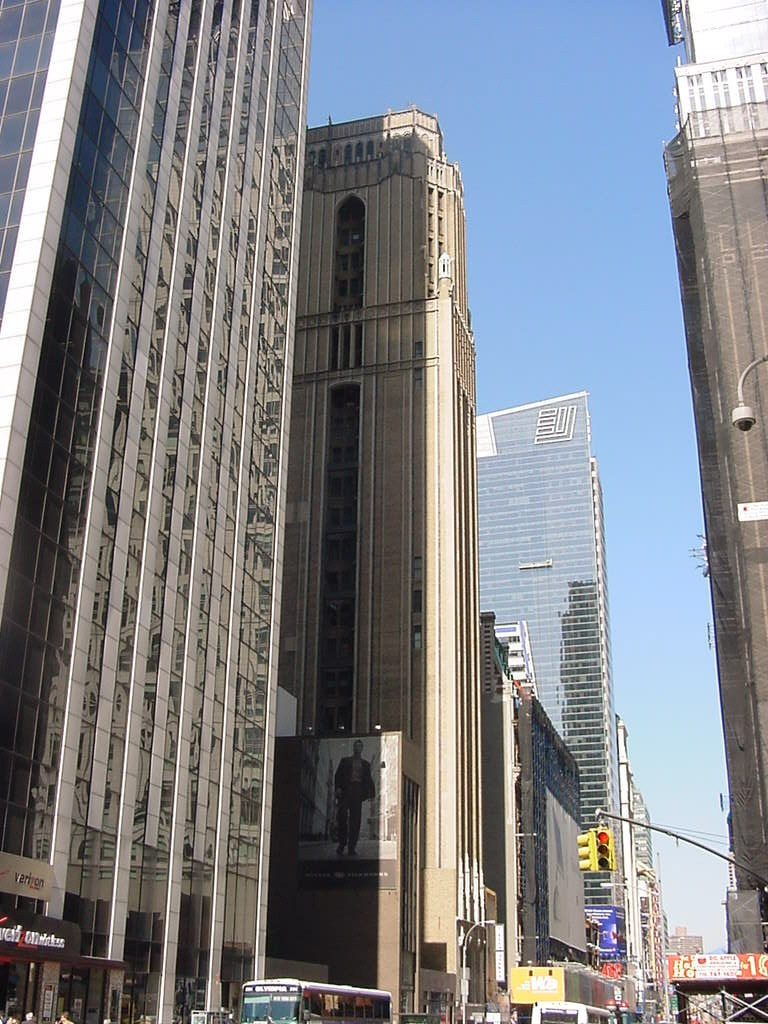
Vista desde la Sexta Avenida con la calle 42 .
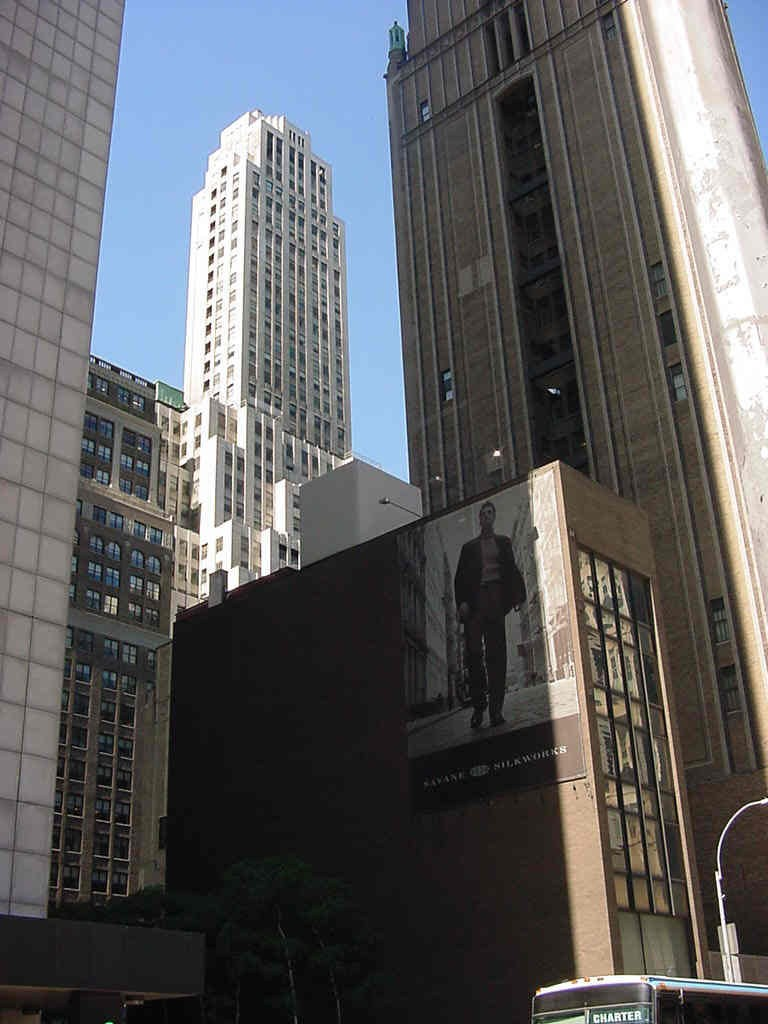
Vista de costado (edificio de la derecha).
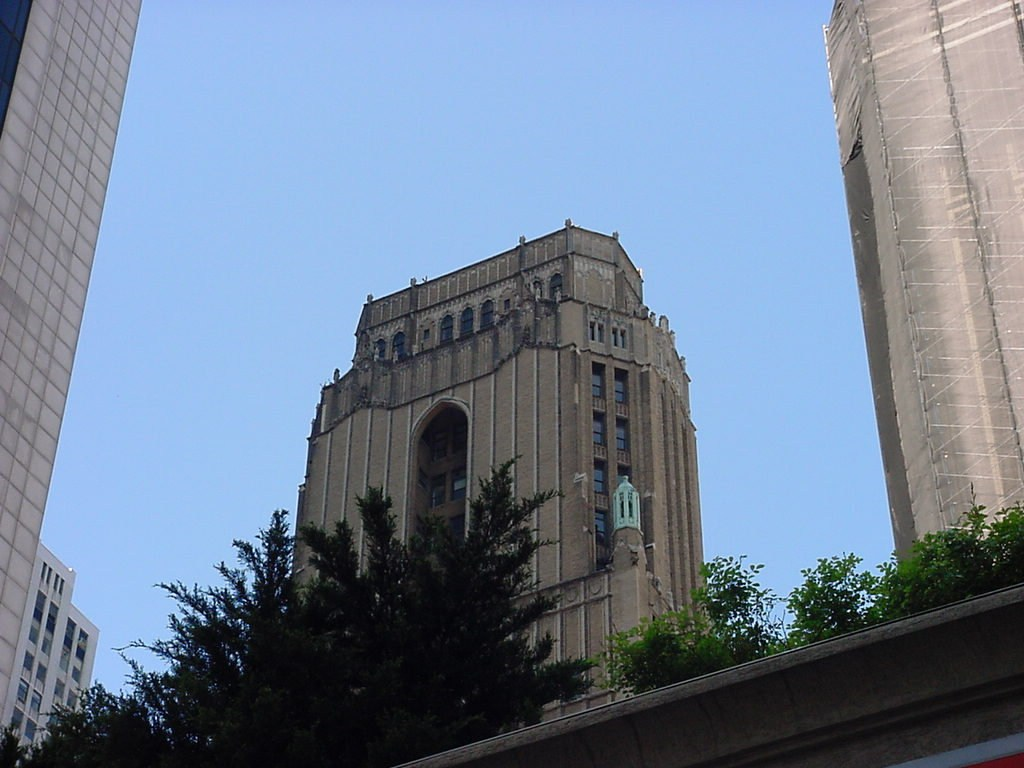
Los últimos pisos, vistos desde la Sexta Avenida.
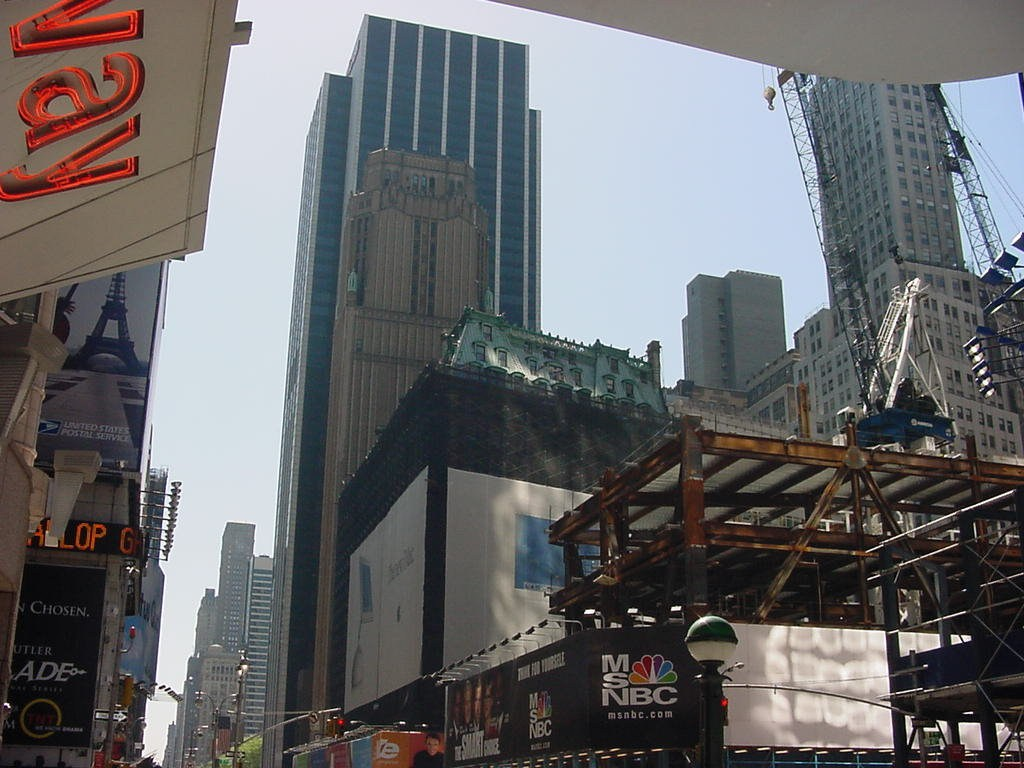
Vista desde Times Square. Detrás, el 1095 Avenue of the Americas.